# Melanomma seminudum
Melanomma seminudum är en lavart som först beskrevs av Karl Wilhelm Gottlieb Leopold Fuckel, och fick sitt nu gällande namn av Pier Andrea Saccardo. Melanomma seminudum ingår i släktet Melanomma, och familjen Melanommataceae. Arten är reproducerande i Sverige.